# 氷川神社 (ふじみ野市大井)
氷川神社（ひかわじんじゃ）は、埼玉県ふじみ野市大井にある神社。地名を冠して大井氷川神社（おおいひかわじんじゃ）とも称される。
現在は近隣にある榛名神社の兼務社となっている。

## 歴史
創建年代は不明である。ただ別当寺の徳性寺が室町時代前期に創建されたとみられることから、その頃に創建されたものと推測される。
江戸時代後期の地誌『新編武蔵風土記稿』では「根上明神社」として記載されている。
1872年（明治5年）、近代社格制度に基づく「村社」に列せられ、その際に「氷川神社」に改称した。1908年（明治41年）の神社合祀により周辺の5社が合祀された。

## 交通アクセス
- ふじみ野駅より徒歩16分。